# 社会公众股
社会公众股是指中国境内个人和机构，以其合法财产向公司可上市流通股权部分投资所形成的股份。在社会募集方式下，股份公司发行的股份，除了由发起人认购一部分外，其余部分应该向社会公众公开发行。中国《公司法》规定，社会募集公司向社会公众发行的股份，不得少于公司股份总数的25% 。公司股本总额超过人民币4亿元的，向社会公众发行股份的比例应在 15%以上。
社会公众股可以上市交易。